# Abott-fényseregély
Az Abott-fényseregély (Poeoptera femoralis)  a madarak osztályának verébalakúak (Passeriformes) rendjébe és a seregélyfélék (Sturnidae) családjába tartozó faj.

## Rendszerezése
A fajt Charles Wallace Richmond amerikai ornitológus írta le 1897-ben, a Pholidauges nembe Pholidauges femoralis néven. Sorolták a Cinnyricinclus nembe Cinnyricinclus femoralis néven és a Pholia nembe is Pholia femoralis néven. Magyar nevét William Louis Abbott amerikai természettudósról kapta.

## Előfordulása
Kelet-Afrikában, Kenya és Tanzánia területén honos. Természetes élőhelyei a szubtrópusi vagy trópusi hegyi esőerdők. Állandó, nem vonuló faj.

## Megjelenése
Testhossza 17 centiméter.
|  |

## Életmódja
Gyümölcsökkel és rovarokkal táplálkozik.

## Természetvédelmi helyzete
Az elterjedési területe kicsi, egyedszáma 2500-9999 példány közötti és csökken. A Természetvédelmi Világszövetség Vörös listáján veszélyeztetett fajként szerepel.